# Espoir FC Zinder
Espoir FC Zinder is een Nigerese voetbalclub uit Zinder, de hoofdstad van het departement Zinder. De club speelt in het Stade de Zinder, een voetbalstadion met een capaciteit van 10.000 toeschouwers.

## Erelijst
Landskampioen
1984
Beker van Niger
Winnaar: 1984, 1985
Finalist: 1976, 1977, 1978, 1994, 2007